# Christoph Wilhelm Thoellden
Christoph Wilhelm Thoellden († 5. Mai 1794 in Sangerhausen) war ein kursächsischer Beamter und Rittergutsbesitzer.

## Leben
Er stammte aus der bürgerlichen Familie Thoellden und war der jüngere Bruder von Justinian Thoellden, der unter der Bezeichnung von Thoelldeniz in den Reichsadelsstand erhoben wurde. Sein Vater war der sachsen-weißenfelsische Kommissionsrat und Kreisamtmann Christoph Thoellden zu Tennstedt. Gemeinsam mit seinem Bruder erbte er dessen Mannlehngut Gangloffsömmern. Seine verwitwete Mutter Johanna Maria Thoellden geb. Neustädt hatte mit Zustimmung ihres Kurators und Ehemanns Christoph Thoellden am 7. März 1750 in Tennstedt von den Brüdern Johann Christian Rockenthien und Friedrich Wilhelm Rockenthien deren geerbte Hälfte des Ritterguts Merxleben erworben, das nach dem Tod der Mutter 1779 an Christoph Wilhelm Thoellden und dessen beide ältere Schwestern fiel. Von Wilhelm Justian von Thoelldeniz kaufte er Anfang 1785 die andere Hälfte des Ritterguts Merxleben und vereinigte es wieder in einer Hand. 
Thoellden trat wie sein Vater in den Dienst der Wettiner und war als Beamter zunächst in der Ganerbschaft Treffurt tätig und zog dann nach Sangerhausen.
Am 5. Mai 1794 starb er als kursächsischer Kammerkommissionsrat und Amtmann und wurde am 8. Mai bei der St.-Jacobi-Kirche früh in der Stille beerdigt. Er hinterließ zwei Töchter aus der ersten und zweiten Ehe.